# John Marshall (režiser)
John Marshall, ameriški filmski režiser in antropolog, * 1932, † 2005.
Marshall je gotovo eden največjih poznavalcev kalaharskih prebivalcev. V letih po drugi svetovni vojni je kot mladenič skupaj s svojimi starši in sestro štiri leta preživel prav v teh krajih, se naučil lokalnega jezika in se kasneje pogosto vračal k »svojim ljudem« z ekipami znanstvenikov in filmskih snemalcev. Posnel je dokumentarni film o sedanjosti in prihodnosti Bušmanov.
John je z zapuščino svojega očeta Lawrenca ustanovil razvojni fond Juvva. Ta pomaga Bušmanom za simbolično ceno kupiti krave ter orodje, ki ga potrebujejo za stalno naselitev ter poljedelstvo. Kakih osemdeset si jih je že uredilo domove v puščavi ob vodnem viru Gautscha, trideset kilometrov južno od Tsumkveja, kjer je včasih v kolibi iz trave živel tudi John s svojimi starši. Njihov vodja je Toma, Johnov sovrstnik iz otroštva, in njegovi ljudje premorejo danes že prek sto glav govedi. Ti ljudje naj bi sčasoma morda postali zgled tudi ostalim propadajočim skupinam tavajočih sorodnikov. Njihovo nekdanjo zemljo so si v mestih z ravnimi črtami na zemljevidu razdelili sedanji oblastniki in beli priseljenci. Prek puščave, porasle z redkimi šopi suhe trave, so potegnili ograde iz bodeče žice, naselili vanje tisočglave črede govedi in s tem dokončno presekali tradicionalne oskrbovalne in migracijske poti tako divjim živalim kot puščavskim Bušmanom.